# فرودگاه صحرایی بوومن (مین)
فرودگاه صحرایی بوومن (مین) (به انگلیسی: Bowman Field (Maine)) یک فرودگاه همگانی بهره‌برداری هوایی است که یک باند فرود چمن دارد و طول باند آن ۶۷۱ متر است. این فرودگاه در کشور ایالات متحده آمریکا قرار دارد و در ارتفاع ۱۰۰ متری از سطح دریا واقع شده‌است.